# Leo Odermatt
Leo Odermatt (* 17. Januar 1948 in Stans, Kanton Nidwalden) war von 1998 bis 2010 Mitglied der Regierung des Kantons Nidwalden.
Leo Odermatt wuchs auf einem Bauernhof in Ennetmoos auf. Nach der Matura am Kollegium St. Fidelis in Stans studierte er Wirtschaft an der HSG St. Gallen und schloss mit einer Dissertation über die Alpwirtschaft in Nidwalden ab. Ab 1976 unterrichtete er bis zu seiner Wahl in den Regierungsrat als Mittelschullehrer an der Zentralschweizerischen Verkehrsschule in Luzern, zudem war er dort seit 1988 Prorektor. Seine Lehrtätigkeit unterbrach er zwischen 1982 und 1984, um im Auftrag der Caritas bei einem Aufbauprojekt nach den verheerenden Erdbeben von 1980 in Süditalien mitzuarbeiten.
Leo Odermatt ist einer der Mitbegründer des Demokratischen Nidwalden (ab 2009 Grüne Nidwalden). Er war ausserdem Präsident des MNA (Komitee für die Mitsprache des Nidwaldner Volks bei Atomanlagen), einer Gruppierung, die ein atomares Endlager in seinem Heimatkanton bekämpft.
Von 1990 bis 1998 war er Mitglied im Nidwaldner Landrat. Von 1998 bis 2010 stand er als Regierungsrat dem Gesundheits- und Sozialdepartement vor.